# Österreichische Röntgengesellschaft

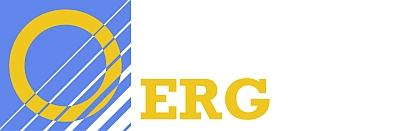
Logo der ÖRG

Die Österreichische Röntgengesellschaft (ÖRG) ist eine medizinische Fachvertretung der österreichischen Radiologen.

## Geschichte
Am 8. Dezember 1934 wurde in einer konstituierenden Sitzung am Wiener AKH die Österreichische Gesellschaft für Röntgenkunde gegründet. Im September 1936 fand der erste Kongress der Gesellschaft statt, es folgte eine weitere Tagung in Wien im Juli 1937, bis die Gesellschaft mit dem Anschluss Österreichs an das Deutsche Reich aufgelöst wurde.
Nach dem Zweiten Weltkrieg fand am 30. November 1946 in der Wiener Poliklinik die konstituierende Vollversammlung zur Gründung der Österreichischen Gesellschaft für Röntgenkunde und Strahlenforschung statt, deren Name 1948 in Österreichische Röntgengesellschaft, Gesellschaft für Röntgenkunde und Strahlenforschung, kurz ÖRG, geändert wurde. Der heutige Name der Gesellschaft lautet Österreichische Röntgengesellschaft – Gesellschaft für medizinische Radiologie und Nuklearmedizin.
Der Verein sieht vor allem die Aus und Weiterbildung, sowie die Einführung und Erhaltung höchstmöglicher Standards in der radiologischen Praxis, als ihre Hauptaufgabengebiete.

## Publikationen
1948 erschien der erste Band der neu gegründeten Fachzeitschrift Radiologica Austriaca, die aber 1968 aus wirtschaftlichen Gründen wieder eingestellt wurde. Seit 1976 ist die Zeitschrift Fortschritte auf dem Gebiet der Röntgenstrahlen (RöFo) das offizielle Organ der ÖRG.

## Vorstand und Mitglieder
Die Geschäftsstelle liegt in Wien. Präsident ist Christian Loewe (Medizinische Universität Wien). Die Anzahl der Mitglieder betrug 861 Personen mit Stand 2023.